# Mile End (metrostation)
Mile End is een station van de metro van Londen aan de Central Line, District Line en Hammersmith & City Line. Het metrostation, dat in 1902 is geopend, ligt in de wijk Mile End.

## Geschiedenis
Het station werd op 2 juni 1902 geopend door de Whitechapel & Bow Railway (W&BR), een samenwerking tussen de London, Tilbury and Southend Railway in het oosten en de District Railway (DR), de latere District Line, in het westen. De reizigersdienst werd geleverd door de DR die in 1905 overschakelde op elektrische tractie. In 1933 werd het openbaar vervoer in Londen genationaliseerd en kwamen de verschillende metrobedrijven in een hand. Het station kwam in verband met de betrokkenheid van een spoorwegmaatschappij niet in handen van de underground. 
De London Passengers Transport Board kwam met het New Works Programme om verbeteringen aan het metronet door te voeren. In 1936 werden de diensten van de Metropolitan Line ten oosten van Whitechapel doorgetrokken, deze oosttak is sinds 1988 als Hammersmith & City Line bekend. Het New Works Programme omvatte onder meer de overname van voorstadslijnen in het noordoosten. Om deze aan te sluiten op de Central Line werd die ten oosten van Liverpool Street verlengd via Mile End. De Tweede Wereldoorlog verstoorde de werkzaamheden zodat de verbouwing van Mile End moest wachten tot 1946. Na de verbouwing werd de verlenging van de Central Line op 4 december 1946 geopend. De Britse spoorwegen werden in 1948 genationaliseerd en daarmee ook de W&BR, wat weg vrijmaakte voor de overdracht van het station aan London Underground in 1950.
Tijdens de ontwikkeling van de Docklands Light Railway (DLR) in de jaren tachtig, zou het een tramnet worden, met een voorkeursvariant voor de noordtak langs Mile End Road naar een eindpunt bij metrostation Mile End. Uiteindelijk werd gekozen voor een automatische lichte metro in plaats van een tram en de noordtak, die op 31 augustus 1987 werd geopend, kreeg het noordelijke eindpunt in Stratford in plaats van Mile End.

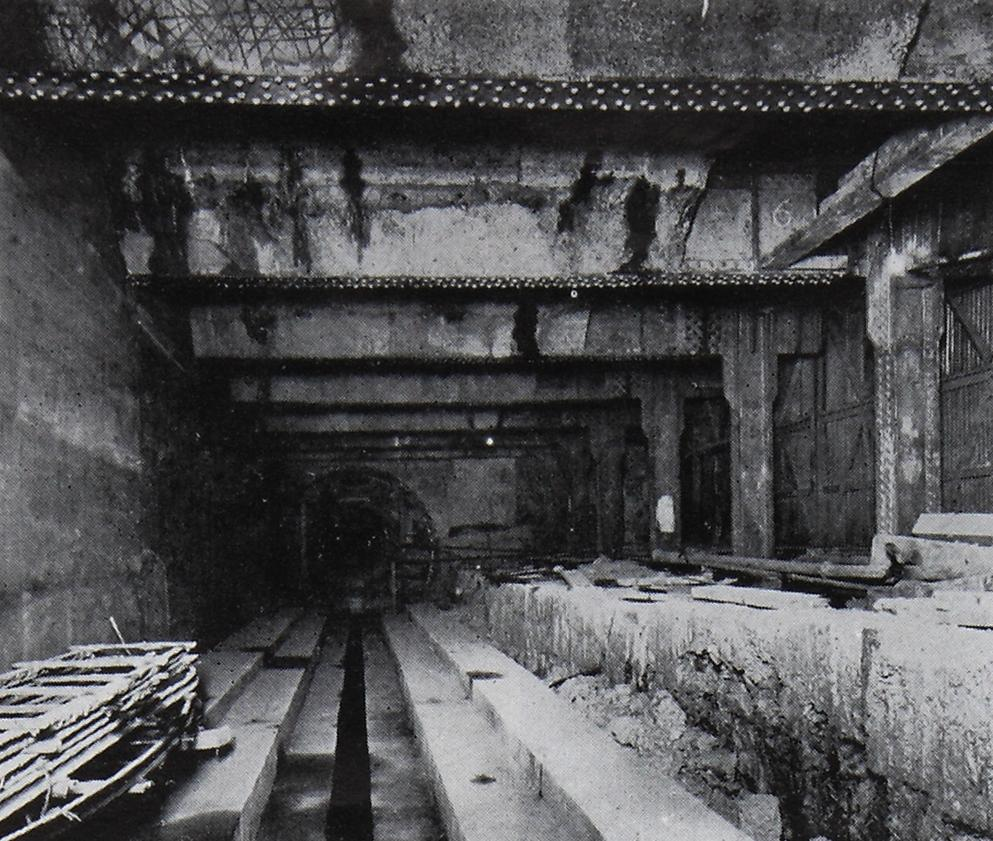
De verbouwing van Mile End in 1946.
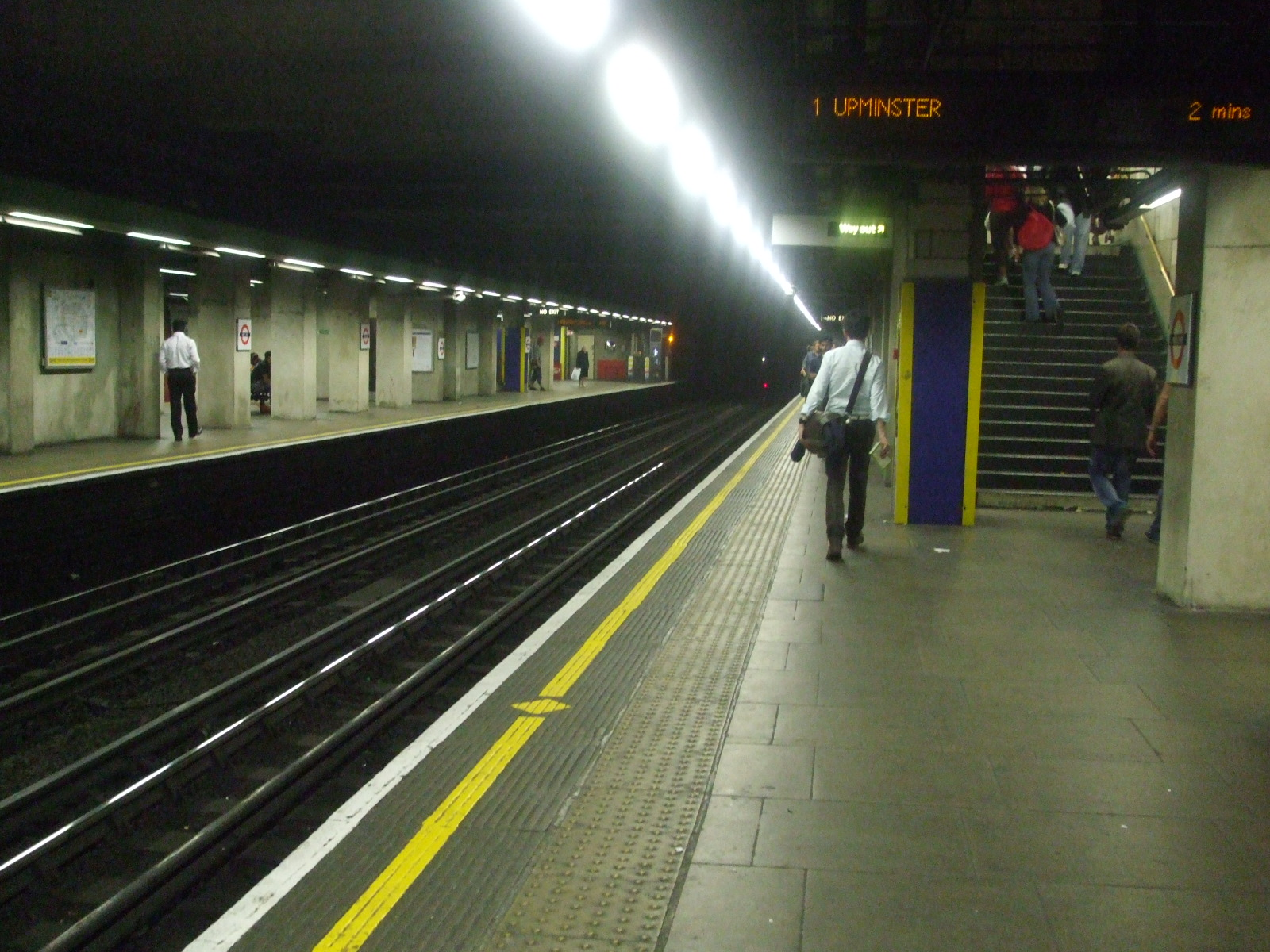
De gestripte perrons tijdens het groot onderhoud in 2008.
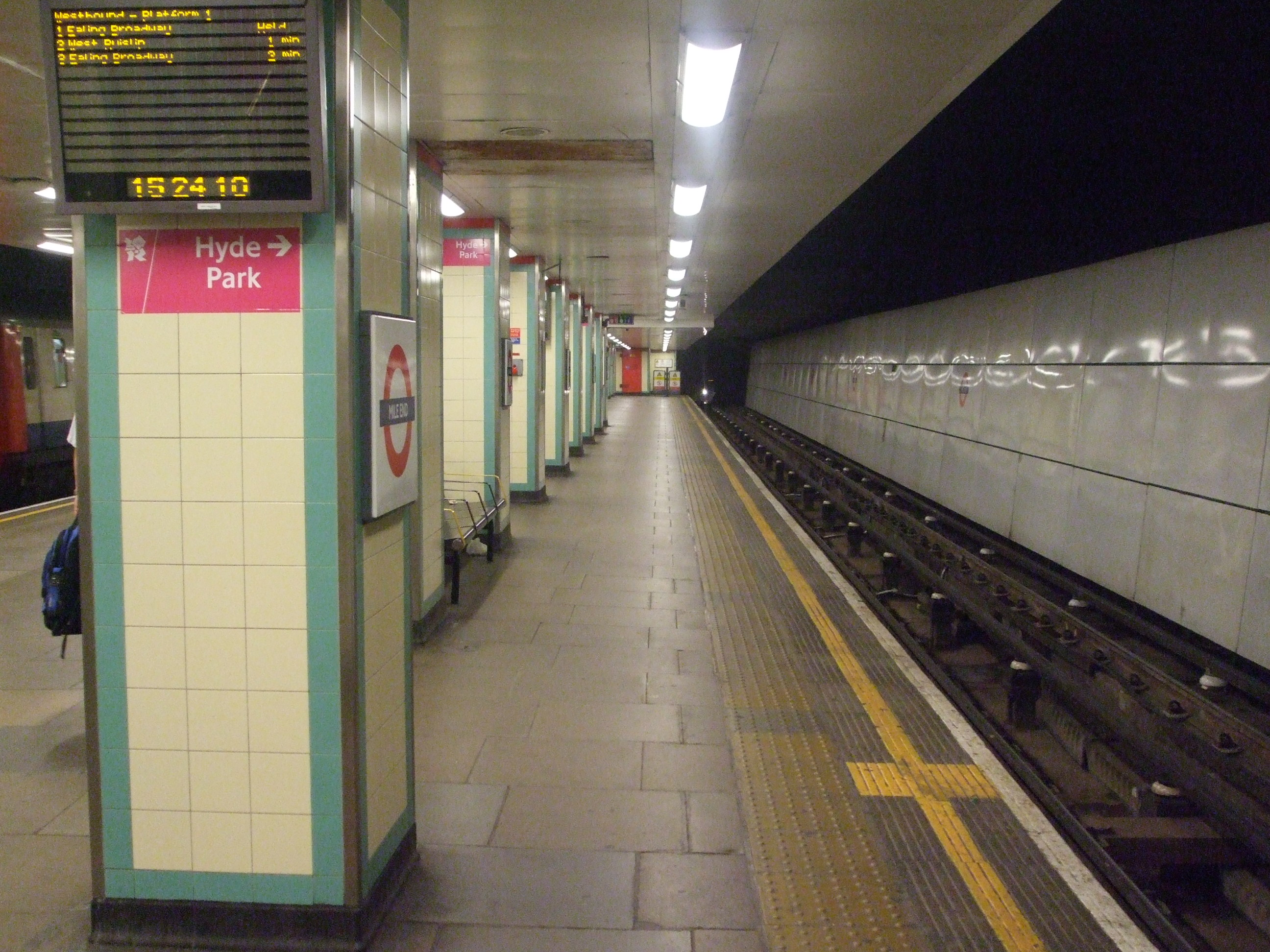
Het zuidelijke perron na de opknapbeurt in 2012.

Op 5 juli 2007 ontspoorde een metrostel op de Central Line toen deze een rol blusdekens raakte, die door de sterke zijwind uit een dwarsdoorgang tussen de twee tunnels was geblazen.
In november 2009 brak een deel van een plasticscherm af van een vertrekkend metrostel op de  Central Line en vloog tegen drie reizigers. Een vrouw liep een snee van 5 cm in haar voorhoofd op en London Underground Ltd kreeg een boete van £ 20.000 nadat ze aansprakelijkheid in de zaak had erkend.

## Ligging en inrichting
Het station ligt onder Mile End Road en dankt zijn naam aan de mijlpaal op 1 mijl ten oosten van de stadsmuur van London, al staat die iets ten westen van het station bij Burdett Road. Het station werd door de W&BR gebouwd met twee zijperrons. In 1946 werd het station verbreed en herbouwd door de chefarchitect van London Underground, Stanley Heaps, en zijn assistent Thomas Bilbow, in verband met de komst van de Central Line. Zij legden de sporen van de Central Line aan de buitenzijde van de bestaande perrons. De perrons werden verbreed en zodoende werden het twee eilandperrons die, als enige op het net, een overstap op hetzelfde perron bieden tussen een diep gelegen lijn (Central Line) en een ondiep gelegen lijn (District en Hammersmith & City Line). Boven de sporen en perrons loopt, vlak onder de straat, een voetgangersbrug die met vaste trappen met de perrons verbonden is. Aan de zuidkant komt deze brug uit in de kelder van het stationsgebouw uit. Langs Mile End Road liggen ter hoogte van de ingang meerdere bushaltes en op de hoek van Maplin Street, iets ten oosten van het station, ligt  een taxistandplaats van het Public Carriage Office.
In 2007 begon groot onderhoud aan het station door Metronet in opdracht van Transport for London (TfL). Metronet had het station gestript toen het failliet ging waarop TfL na een korte onderbreking het werk zelf voltooide.

## In de buurt
Het station ligt dicht bij: 
- Victoria Park
- Mile End Park
- Regent's Canal
- Queen Mary University of London
- Mile End Hospital
- het voormalige St. Clements Hospital, onderdeel van het Royal London Hospital

Hammersmith · 
Goldhawk Road · 
Shepherd's Bush Market ·
Wood Lane · 
Latimer Road · 
Ladbroke Grove · 
Westbourne Park · 
Royal Oak · 
Paddington · 
Edgware Road · 
Baker Street · 
Great Portland Street · 
Euston Square · 
King's Cross St. Pancras · 
Farringdon · 
Barbican · 
Moorgate · 
Liverpool Street · 
Aldgate East · 
Whitechapel · 
Stepney Green · 
Mile End · 
Bow Road · 
Bromley-by-Bow · 
West Ham · 
Plaistow · 
Upton Park · 
East Ham · 
Barking